# 阚相华
阚相华（1960年6月—），男，汉族，安徽含山人，中华人民共和国政治人物。

## 生平
1975年12月参加工作，1991年6月加入中国共产党。1977年12月至1979年9月任淮北发电厂修配分场工人，1979年9月至1983年7月在安徽师范大学政教系政治教育专业学习。1983年7月起，历任濉溪中学教师，淮北市委党校教员，淮北市委政研室综合科科员、助理秘书，淮北市委政研室综合科科长，淮北市纪委办公室副主任，淮北市纪委办公室主任。1998年3月，任淮北市政府办公室副主任。1998年9月，任淮北市政府办公室主任。1999年12月，任淮北市政府副秘书长、市政府办公室主任。2002年1月起，先后任淮北市烈山区委副书记、代区长，烈山区委副书记、区长，烈山区委书记，烈山区委书记、区人大常委会主任。2008年11月，调任濉溪县委书记。2009年2月，升任淮北市委常委、濉溪县委书记。2013年1月，当选淮北市政协主席。
2014年11月，因涉嫌严重违纪，接受组织调查。2015年12月，因严重违反党的纪律，安徽省纪委决定给予阚相华开除党籍、开除公职处分，并收缴其违纪所得。
2016年11月，安徽省亳州市中级人民法院一审宣判，以受贿罪判处阚相华有期徒刑十年，并处罚金人民币100万元。